# لوک کاندل
لوک کاندل (زاده ۲۶ آوریل ۲۰۰۲) یک فوتبالیست انگلیسی است که به عنوان هافبک در باشگاه فوتبال ولورهمپتون واندررز بازی می‌کند.

## حرفه
وی فوتبال را از آکادمی باشگاه فوتبال ولورهمپتون واندررز آغاز کرده‌است. اولین بازی وی در این تیم، در جام اتحادیه باشگاه‌های انگلستان در مقابل باشگاه فوتبال ردینگ بود که با نتیجه یک بر یک به پایان رسید.